# Claude-Christophe Gourdan
Charles Claude Christophe Gourdan, né à Champlitte (Franche-Comté, actuel département de la Haute-Saône) le 1er novembre 1744, mort dans la même ville le 2 août 1804, est un homme politique de la Révolution française.

## Biographie

### Le magistrat
Fils d'un notaire, Charles-Claude-Christophe Gourdan devient lieutenant-criminel-assesseur à Gray. Durant la période de l'Assemblée nationale législative, il exerce les fonctions de président du tribunal de district de Champlitte. Il est nommé juge du tribunal de cassation en 1797 puis juge au tribunal civil de Vesoul sous le Consulat. Il est inhumé au cimetière de Rethel (Ardennes).

### Le parlementaire
Gourdan est élu représentant du tiers-état, le troisième sur six, pour la sénéchaussée d'Amont, lors des États-généraux de 1789. Il vote en faveur du rattachement du Comtat Venaissin à la France et en faveur de l'abolition de l'esclavage. Après son mandat, il devient président du tribunal du district de Champlitte.
Gourdan est élu député, le premier sur sept, pour le département de la Haute-Saône en septembre 1792 à la Convention nationale. Il entre au Comité des Secours publics le 3 novembre et au Comité de Liquidation le 13.
Il siège sur les bancs de la Plaine. Il vote la mort sans conditions au procès de Louis XVI, vote en faveur de la mise en accusation de Marat et en faveur du rétablissement de la Commission des Douze. Il entre au Comité de Salut public le 15 vendémiaire an IV (7 octobre 1795) et y siège jusqu'à la fin de la session de la Convention, le 4 brumaire (26 octobre).
Gourdan est réélu député au Conseil des Cinq-Cents où il siège jusqu'en prairial an V (mai 1797). En l'an VI (1798), il entre au Conseil des Anciens. Il n'exerce plus de mandat national après le coup d'État de Bonaparte et devient juge au tribunal de Vesoul jusqu'à sa mort.

## Sources
1. ↑  Archives parlementaires de 1787 à 1860, Première série, tome 25, séance du 4 mai 1791, p. 582.
2. ↑  Archives parlementaires de 1787 à 1860, Première série, tome 26, séance du 12 mai 1791, p. 26.
3. ↑  Archives parlementaires de 1787 à 1860, Première série, tome 52, p. 57.
4. ↑  Archives parlementaires de 1787 à 1860, Première série, tome 53, séances du 3 et du 13 novembre 1792, p. 129 et 379.
5. ↑  Archives parlementaires de 1787 à 1860, Première série, tome 62, séance du 13 avril 1793, p. 70.
6. ↑  Archives parlementaires de 1787 à 1860, Première série, tome 65, séance du 28 mai 1793, p. 533.
7. ↑  Alphonse Aulard, Recueil des Actes du Comité de Salut public tome 28, Convention nationale, séance du 15 vendémiaire an IV (7 octobre 1795), p. 245.

- « Claude-Christophe Gourdan », dans Adolphe Robert et Gaston Cougny, Dictionnaire des parlementaires français, Edgar Bourloton, 1889-1891 [détail de l’édition]
- « Gourdan (Charles-Claude-Christophe) » in Bernard Gainot, Dictionnaire des membres du Comité de Salut public, Paris, Tallandier, 1990, 158 p.